# Physique de croyant
« Physique de croyant » est un article scientifique publié par Pierre Duhem en 1905. Une réponse à des accusations portées par Abel Rey l'année précédente selon lesquelles l'épistémologie de la physique de Duhem était la « philosophie scientifique d'un croyant ».

## Présentation générale

### Contexte
Au tournant du XXe siècle, Pierre Duhem publie des articles de physique, mais aussi de philosophie des sciences. Ces vues, qui seront agrégées et exposées dans La théorie physique. Son objet, sa structure en 1906, et indirectement dans Sauver les apparences en 1908, font toutefois l'objet de critiques dès les premières années du siècle. Abel Rey, philosophe des sciences, publie notamment en juillet 1904 un article appelé « La philosophie scientifique de M. Duhem », dans la Revue de métaphysique et de morale, où il soutient que les positions théoriques du philosophe sont dues à sa foi catholique. Eugène Vicaire avait déjà publié, dès 1893, un article critique appelé « De la valeur objective des hypothèses physiques » dans la Revue des questions scientifiques, où il concluait que la philosophie de Duhem était influencée par ses positions religieuses.
L'article de Rey se finissait par cette critique : « dans ses tendances vers une conception qualitative de l'Univers matériel, dans sa défiance vis-à-vis de l'explication complète de cet Univers par lui-même, telle que le rêve le Mécanisme, dans ses répugnances, plus affirmées que réelles, à l'égard d'un scepticisme scientifique intégral, elle est la philosophie scientifique d'un croyant ».

### Réponse
Afin de répondre à cette accusation, Duhem publie en 1905 une réponse dans un article intitulé « Physique de croyant », dans les Annales de philosophie chrétienne. Son argumentaire se basera sur la thèse, qu'il défend, selon laquelle la physique n'a aucune implication métaphysique et n'a pas besoin de l'appui d'une métaphysique.

## Contenu

### §1 - Introduction
Duhem récapitule les propos d'Abel Rey, et reconnaît que ce dernier a « pris la peine de s'informer assidûment des moindres écrits » où il a exposé sa pensée. Il remarque toutefois que Rey a tiré de ses prémisses des conclusions qui ne se trouvent pas dans son œuvre. Il réaffirme sa foi en Dieu : « je crois de toute mon âme aux vérités que Dieu nous a révélées [...] en ce sens, il est permis de dire que la physique que je professe est la physique d'un croyant ». Il nie toutefois l'assertion de Rey selon laquelle « les croyances du chrétien avaient, plus ou moins consciemment, guidé la critique du physicien » et « incliné sa raison à certaines conclusions ».
Duhem réaffirme son objectif en tant que physicien, à savoir « prouver que la physique proc[ède] par une méthode autonome, absolument indépendante de toute opinion métaphysique ». Il dit ainsi avoir pris soin de ne jamais se fonder sur une théorie métaphysique qui l'aurait invité à « deviner les réalités qui se cachent sous les données sensibles ». Ainsi, « au progrès de la science physique, telle que j’ai essayé de la définir, le croyant et l’incroyant peuvent travailler d’un
commun accord »,.

### §2 - Notre système physique est positif par ses origines
Duhem soutient que « le système de physique » qu'il propose est toujours « soumis aux exigences les plus rigoureuses de la méthode positive ». Il n'y a jamais inséré une proposition qui soit « orientée vers les croyances catholiques ». Au contraire : son système scientifique est « né du sein même de l'expérience ».
Par une analepse, Duhem rappelle la manière dont la physique lui a été enseignée au collège Stanislas, sous la férule de Jules Moutier, et où il a été influencé par le mécanisme, qui ne laisse aucune place à la croyance. Enseignant à l'université de Lille, « devant un auditoire d'élite [où] le sens critique ne s'endormait point », il a pu montrer que la méthode inductive seule n'était pas solide pour élaborer une théorie, s'opposant ainsi à ce que certains de ses maîtres, newtoniens, cartésiens ou atomistes lui avaient appris.
Rédigeant une synthèse sur la thermodynamique à la demande des étudiants, il a compris « que la théorie physique n'est ni une explication métaphysique, ni un ensemble de lois générales dont l'expérience et l'induction ont établi la vérité ». La théorie physique est « une construction artificielle, fabriquée au moyen de grandeurs mathématiques ; [...] la relation de ces grandeurs avec les notions abstraites jaillies de l'expérience est simplement celle que des signes ont avec les choses signifiées ; [...] cette théorie constitue une sorte de tableau synoptique [...] apte à résumer et à classer les lois d'observation »,.
Ces enchaînements historiques ne laissent aucune place à l'influence ou à la préoccupation religieuses. Certains chrétiens, par ailleurs sincères et éclairés, croient aussi fermement que lui aux explications mécaniques de l'univers matériel.

### §3 - Notre système physique est positif par ses conclusions
La philosophie de la physique de Duhem évacue non seulement toute question religieuse et métaphysique dans ses origines, mais en plus de ça, les théories physiques de Duhem « ont abouti à des conclusions qui n'ont rien à faire avec les doctrines métaphysiques » ni avec les « dogmes religieux ». Duhem dit avoir toujours soumis à un examen minutieux « les systèmes proposés par les diverses écoles mécanistes », et avoir constaté qu'aucune « ne représentait, avec une approximation suffisante, un ensemble étendu de lois expérimentales ».
Il a soutenu que le seul critère qui permet de « rejeter comme faux un jugement qui n'implique pas contradiction logique » est la constatation d'un « désaccord flagrant entre ce jugement et les faits de l'expérience » ; cela n'implique aucune prise de position métaphysique,. Aussi, ce qu'il a appelé les « qualités premières » n'avait aucune dimension métaphysique, car il les a seulement définies comme les qualités que l'on ne sait pas comment décomposer aujourd'hui.

### §4 - Notre système fait évanouir les objections prétendues de la science physique contre la métaphysique spiritualiste et contre la foi catholique
L'auteur remarque qu'« il est de mode, depuis un certain temps, d'opposer les unes aux autres les grandes théories de la physique et les doctrines fondamentales sur lesquelles reposent la philosophie spiritualiste et la foi catholique ». Certains, anticléricaux, veulent « voir ces doctrines s'écrouler sous les coups de bélier des systèmes scientifiques ». Or, l'épistémologie duhémienne ne prête pas le flanc, sauf sur un malentendu, à une critique métaphysique ou religieuse. En effet, une proposition métaphysique ou religieuse est un « jugement qui porte sur une réalité objective », là où les principes de la théorie physique « sont des propositions relatives à certains signes mathématiques dénués de toute existence objective »,.
Le principe de physique théorique n'est en effet ni vrai ni faux, « il donne simplement une image plus ou moins satisfaisante des lois qu'il prétend représenter ». Ces lois sont « des affirmations touchant la réalité objective ». Le principe de conservation de l'énergie, par exemple, n'est pas une affirmation sur des objets réellement existants, mais c'est « une formule mathématique que pose un libre décret de notre entendement », afin que cette formule « nous permette de déduire une série de conséquences », qui ensuite « nous fournissent une représentation satisfaisante des lois constatées dans nos laboratoires ».
Tout ce qu'on peut dire de la loi de la conservation de l'énergie c'est « que la théorie que compose leur ensemble est bonne si ses corollaires représentent, avec une suffisante approximation, les lois que nous nous proposons de classer, et que cette théorie est mauvaise dans le cas contraire ».

### §5 - Notre système dénie à la théorie physique toute portée métaphysique ou apologétique
La distinction entre un principe de physique et un principe philosophique ou religieux est telle que, « toutes les fois qu'on citera un principe de physique théorique à l'appui d'une doctrine métaphysique ou d'un dogme religieux, on commettra une méprise ».
En effet, la « science expérimentale est incapable de prédire la fin du monde, aussi bien que d’en affirmer la perpétuelle activité. Seule, une méprise grossière au sujet de sa portée avait pu réclamer d’elle la preuve d’un dogme qu’affirme notre foi ». Une théorie physique n'est jamais qu'« un ensemble de propositions mathématiques dont les conséquences doivent représenter les données de l'expérience ». La valeur de chaque théorie « se mesure au nombre des lois expérimentales qu'elle représente et au degré de précision avec lequel elle les représente »,.

### §6 - Le métaphysicien doit connaître la théorie physique afin de n’en point faire, en ses spéculations, un usage illégitime
Le théoricien qui pénétrerait sur le terrain de la métaphysique ou du dogme, « l'arme dont il usait victorieusement en son propre domaine demeure, entre ses mains, inutile et sans force ». Duhem ne nie toutefois pas qu'il y a « un lien entre la théorie physique et la philosophie de la nature ». Le métaphysicien doit connaître la théorie physique « s'il veut être certain qu'elle n'exercera aucune influence illogique sur ses spéculations ».

### §7 - La théorie physique a pour forme limite la classification naturelle
Le postulat de la physique est que la théorie physique « doit s'efforcer de représenter tout l'ensemble des lois naturelles par un système unique dont toutes les parties soient logiquement compatibles entre elles ». L'homme qui cède à la nature de l'esprit humain, « qui répugne aux extrêmes exigences du positivisme », n'hésitera pas à poser une affirmation que les procédés de la physique théorique ne justifie pas, et fera alors de la métaphysique. En revanche, du côté du physicien, au fur et à mesure que la théorie physique progressive, elle « devient plus semblable à une classification naturelle, qui est son idéal et sa fin ».

### §8 - Entre la cosmologie et la théorie physique, il y a analogie
Le physicien est, comme les hommes en bas de la caverne de Platon, condamné à ne rien voir si ce n'est « une suite d'ombres qui se profilent sur la paroi apposée à son regard ». Des ombres qu'il voit projetées sur le mur, « il affirme l'existence par-delà le mur qu'il ne peut franchir ». Ainsi, l'ordre dans lequel le physicien « range les symboles mathématiques pour constituer la théorie physique » n'est pas la réalité, mais « un reflet, de plus en plus net, d'un ordre ontologique suivant lequel se classent les choses inanimées ».
Entre une proposition de physique et de cosmologie, il ne peut y avoir qu'un rapport d'analogie. L'analogie peut « suggérer au philosophe tout un ensemble d'interprétations ». La physique ne disposera jamais de la théorie physique parfaite, « parvenue à l'état de classification naturelle » : « ce que l'humanité possèdera toujours, c'est une théorie imparfaite et provisoire qui, par des tâtonnements, des hésitations, des repentirs sans nombre, s'achemine lentement vers cette forme idéale qui serait une classification naturelle ».
L'analogie est difficile à manier et exige de la minutie, afin de ne pas s'enferrer dans une erreur. Celui qui n'a de la théorie physique qu'une connaissance superficielle « se laissera piper par des ressemblances de détail, par des rapprochements accidentels [...] qu'il prendra pour marques d'une analogie réelle et profonde ».

### §9 - De l’analogie entre la théorie physique et la cosmologie péripatéticienne
Le procédé de l'analogie n'est pas le même par lequel on développe des démonstrations convaincantes ; aussi l'analogie ne peut être utilisée comme méthode pour faire avancer la théorie physique.
Duhem conclut : « la seule conclusion que ces faits imposent, c’est que l’Église catholique a puissamment contribué, en maintes circonstances, qu’elle contribue encore énergiquement à maintenir la raison humaine dans la bonne voie, même lorsque cette raison s’efforce à la découverte des vérités d’ordre naturel ».

## Postérité
L'article de Duhem a permis de le qualifier a posteriori de « positiviste catholique ».
L'article connaît une importante postérité dans le domaine de l'épistémologie, et est considéré comme un moment important de la vie intellectuelle française du début du siècle. Alain Boyer publie en 1992 dans la Revue internationale de philosophie un article de réflexion sur l'article de Duhem et ses paradoxes.